# Jacques Boumendil
Jacques Boumendil est un photographe, réalisateur, directeur de la photographie pour des documentaires, courts métrages, longs métrages, films de télévision, séries télévisées et mini-séries, né en 1944. Jaques Boumendil a souvent filmé et photographié l'artiste peintre italien père du Neofuturisme Daniel Schinasi. Cette collaboration de documentation a commencé à Paris dans les années 1985-86. Jaques Boumnedil a filmé Schinasi pendant qu'il peignait à Paris dans son atelier à la rue Félicien-David, et sur les grande peintures murales en Italie et dans les expositions. Les portraits de Daniel Schinasi ont été exposés à l'Historique  Studio Pulchri à La Haye en décembre 2023 et janvier 2024, ainsi qu'à l'Institut Italien de Culture d'Amsterdam.
Il a documenté le grand Concert des Pink Floyd à Pompei.

## Filmographie

### Directeur de la photographie
- 1977 : Ben Chavis, les dix de Wilmington, documentaire de Jean-Daniel Simon
- 1977 : Angela Davis L'enchainement  Film de Jean Daniel Simon
- 1978 : On efface tout, film de Pascal Vidal
- 1979 : Tapage nocturne, film de Catherine Breillat
- 1979 : Le cri du silence, court métrage de Bernard Giraudeau
- 1981 : Je reviens de suite, court métrage de Henri Gruvman
- 1981 : "L'Araignnée" film TV de Claude Couderc
- 1982 : " Le wagon de Martin film TV de Patrick Saglio
- 1983 : Le bois-Cormier, série télévisuelle de Patrick Saglio
- 1984 : La bavure, mini série télévisée de [[Nicolas Ribowski]
- 1985 : Un garçon de France de Guy Gilles Film TV
- 1987 : Nuit docile, film de Guy Gilles
- 1990 : Au-delà de la vengeance, série télévisée de Renaud Saint-Pierre
- 1991 : Années de plumes, années de plomb, film TV de Nicolas Ribowski
- 1991 : Tout recommencer, court métrage de Franck Chiche
- 1991-1995 : Navarro, série télévisée

Les chasse-neige (1991) de Nicolas Ribowski
À l'ami, à la mort (1991) de Nicolas Ribowski
Coupable je présume? (1993) de Nicolas Ribowski
En suivant la caillera (1994) de Nicolas Ribowski
L'impardonnable (1994) de Nicolas Ribowski
Froid devant! (1994) de Nicolas Ribowski
Fort Navarro (1995) de Nicolas Ribowski
Le choix de Navarro (1995) de Nicolas Ribowski
Femmes en colère (1995) de Nicolas Ribowski
Sentiments mortels (1995) de Nicolas Ribowski
L'ombre d'un père (1995) de Nicolas Ribowski
- 1992 : Papa veut pas que je t'épouse, film TV de Patrick Volson
- 1993 : Ascension Express, film TV de Nicolas Ribowski
- 1993 : Les 3 méchants loups, court métrage de Laurent Mialaret
- 1994 : L'Exil du roi Béhanzin, film de Guy Deslauriers
- 1994 : La récréation, film TV de Nicolas Ribowski
- 1995 : Pour une vie ou deux, film TV de Marc Angelo
- 1995 : Le Voyage de Pénélope, film TV de Patrick Volson
- 1995 : Le retour d'Arsène Lupin, La robe de diamants, film TV de Nicolas Ribowski
- 1996 : Petit, film TV de Patrick Volson
- 1996 : Colis postal, court métrage de Joseph Kumbela
- 1996 : "Tax card", court métrage de Joseph Kumbela
- 1997 : Mission protection rapprochée, film TV de Nicolas Ribowski
- 1997 : Crime d'amour, film TV de Maurice Bunio
- 1999 : Faire-part, court métrage de Philippe Caroit
- 1997-2001 : Navarro, série télévisée

Verdict (1997) de Nicolas Ribowski
Le parfum du danger (1997) de Nicolas Ribowski
Un mari violent (1997) de José Pinheiro
Un bon flic (1998) de José Pinheiro
La colère de Navarro (1998) de Nicolas Ribowski
Graine de Macadam (2001) de José Pinheiro
- 1997-1999 : Maître Da Costa, série télévisée de Nicolas Ribowski

Les témoins de l'oubli (1997)
Meurtre sur Rendez-Vous (1997)
Alibi sur Ordonnance (1999)
- 1998 : Comme un poisson hors de l'eau, film de Hervé Hadmar
- 1999 : Passage du milieu, film de Guy Deslauriers
- 2000 : Tapis vert, court métrage de Thierry Bouteiller
- 2001 : Fabio Montale (Total Khéops ; Chourmo ; Solea), mini série télévisuelle de José Pinheiro
- 2002 : Hep Taxi !, mini série TV de Frédéric Berthe

```
2002: La Famille Guerin  Série TV de Frédéric Berthe
```

- 2003 : Biguine, Film de Guy Deslauriers
- 2004 : Clemy, série télévisuelle de Nicolas Ribowski
- 2005 : La Pelote de laine, court métrage de Fatma Zohra Zamoum
- 2007 : Aliker, film de Guy Deslauriers
- 2012 : Nous vivons le futur, documentaire télévisé d'Alain Mayor
- 2015 : Tu veux gagner un Oscar? (Je suis un festival de film), court métrage de Franck Gros-Dubois

### Photographie
- 1974 : Surréalisme I et II, réalisation d'Edouard Kneuze et Adrian Maben

### Opérateur caméra
- 1972 : Pink Floyd: Live at Pompeii, film d'Adrian Maben
- 2000 : Trilogie marseillaise (César ; Fanny ; Marius), film TV de Nicolas Ribowski

### Réalisateur
- 1983 : Worosiskiga, court métrage

## Ouvrage
- CROSS BOARDING : Le dernier clap, Ebook Kindle